# Kameralamt Sulz
Das Kameralamt Sulz war eine Einrichtung des Königreichs Württemberg, die im Amtsbezirk Besitz und Einkommen des Staates verwaltete. Es bestand von 1843 bis 1922 in Sulz am Neckar. Das Kameralamt wurde im Rahmen der Neuordnung der Staatsfinanzverwaltung im Königreich Württemberg geschaffen. 

## Geschichte
Gemäß Verordnung vom 6. März 1843 hat das Kameralamt Sulz übernommen:
- vom Kameralamt Alpirsbach die zum Oberamt Sulz gehörigen Orte Bettenhausen, Busenweiler, Dornhan, Dürrenmettstetten, Fürnsal, Hopfau, Leinstetten, Marschalkenzimmern, Neunthausen, Sterneck, Wälde sowie das Forstrevier Sterneck,
- vom Kameralamt Horb die der Gemeinde Renfrizhausen zugeteilten Staatsdomänen Bernstein und Weiherhof.

Dagegen wurden die Orte Dautmergen und Täbingen an das Kameralamt Rottweil abgetreten. 
Durch Verfügung vom 17. Januar 1870 wurde das Kameralamt Sulz mit der Funktion eines Hauptsteueramts in Sachen der gemeinschaftlichen Salzsteuer betreut und führte fortan die Bezeichnung Kameral- und Hauptsteueramt.